# 英廉
英廉（穆麟德轉寫：ingliyan，1707年—1783年9月17日），又英連，字計六，號夢堂，别号竹井老人。遼東（今遼陽）人，馮氏，內務府漢軍鑲黃旗人（属内务府镶黄旗汉姓满洲旗人），雍正十年舉人。官至刑部、户部尚书、直隶总督，授文渊阁大学士，任《钦定日下旧闻考》编纂总裁之一、《四库全书》馆副总裁。

## 生平
英廉生於康熙四十六年（1707年），雍正十年（1732年）举人（时隶内务府镶黄旗包衣佛伦佐领下，载《钦定八旗通志：文举》）。曾任内务府镶黄旗包衣第三參領第四滿洲佐領，后调第四參領第二旗鼓佐領，卒于任上（据《钦定八旗通志》）。最初为內務府 筆帖式、主事，歷官江南河工學習、淮南府外河同知、永定河道、內務府正黃旗護軍統領、江寧布政使兼管江寧織造事、总管內務府大臣、正黃旗滿洲都統 ，赐紫禁城内骑马，《清史稿》说他“先陟外台，考历著声绩”。官至刑部尚書加太子太保。乾隆四十一年（1776年）授文渊阁大学士（在《钦定八旗通志：内阁大臣》卷313中，记为保和殿大学士），四十八年（1783）病逝，乾隆特赐银五千两治喪，諡文肅，入贤良祠。 《钦定八旗通志：大臣传五十九》卷193有传。
和珅是他的孫女婿。工诗文，善山水及墨竹，有《梦堂诗稿》15卷（钱载序，子延福、七十四跋，乾隆48年刻本），部分诗作载于伊福納辑《白山诗鈔》。与姻亲江南河道总督李宏 (清朝)时有诗歌唱和，与崔應階、钱载、翁方纲、画家张宗苍、符曾、扬州八怪之一羅聘等交往。序《通州志》。
家有“独往园”。

## 家庭
- 始祖馮士勇。“馮士勇，鑲黄旗包衣旗鼔人，世居瀋陽地方，來歸年分無考……六世孫英連現任同知”（据《八旗滿洲氏族通譜》卷78）。
- 父長庚（又常庚，馮士勇五世孫），原任知县。
- 妻韓氏。
- 子，延祺，奉宸院郎中，曾任内务府镶黄旗第五參領第五旗鼓佐領，卒于任上（据《钦定八旗通志》）。
  - 孙，五福。妻李氏（父内务府正白旗汉军、張家口監督、内务府正黃旗護軍統領李延强；胞兄長闈，乾隆己亥舉人、內務府郎中、熱河總管、正白旗護軍統領；胞姊李氏嫁内务府正白旗满洲索綽絡氏英柱（父乾隆癸酉舉人德元，胞叔乾隆丁巳科進士文莊公德保）；族伯叔总管内务府大臣李延禧，其后代道光九年（1829年）己丑科进士舒貴）。
    - 曾孙嘉慶己未科進士象會。妻李扶雲（字松岑），著有《松岑室稿》（胞叔正蓝旗汉军、两江总督李奉翰，祖父江南河道總督李宏；姑母李氏嫁镶黄旗汉军、吏部尚书郝玉麟之孙郝敏安）。

  - 孙女，馮霽雯，嫁正红旗满洲、一等忠襄公鈕祜祿氏和珅。
- 子，延福。
  - 孙儿，約歆，鹽運使。
    - 曾孙福格，官知州，著有《聽雨叢談》。其子内务府郎中巴揚阿（又拔揚阿），妻趙氏（父正蓝旗汉军趙達瀛，祖伯父乾隆辛丑科進士阿林，曾祖乾隆癸酉科舉人趙淳）。
    - 曾孙女馮氏，嫁順天大興王建寅（曾祖太醫院御醫王興）。

  - 孙女，馮佳氏，嫁正蓝旗满洲覺羅懷新（父乾隆乙未科進士文敏公覺羅長麟）。其子雲南迤東道覺羅普年；妻鈕祜祿氏（胞兄鑲黃旗滿洲、道光己丑科進士穆通阿）。
- 子七十四。

## 延伸阅读
[在维基数据编辑]
 《清史稿·卷320》，出自趙爾巽《清史稿》